# خورخه برون
خورخه برون (انگلیسی: Jorge Broun؛ زادهٔ ۲۳ مهٔ ۱۹۸۶) بازیکن فوتبال اهل آرژانتین است.
از باشگاه‌هایی که در آن بازی کرده‌است می‌توان به باشگاه فوتبال روساریو سنترال اشاره کرد.